# ピロティ階
ピロティ階（ピロティかい）は、構造設計において「耐力壁、そで壁、腰壁、たれ壁、方立て壁等の量が上階と比較して急激に少なくなっている階」を指す用語である。

## 概要
『建築物の構造関係技術基準解説書』の付録「ピロティ形式の建築物に対する耐震設計上の留意点」において用いられる用語である。
建築における「ピロティ」は、主に建物の1階部分を柱のみの吹き放しとし、2階以上に室を設けるものをさすが、構造計算における「ピロティ階」は、1階であるか否か、壁を有するか否かにかかわらない。ただし、上記解説書付録では「ピロティ形式の建築物を数値的に定義することは難しい」とされ、ピロティ階の取り扱いは定量的に定められていない。
ピロティ階においては水平剛性が他の階に比べて低くなるため、構造設計上注意が必要とされる。1995年（平成7年）の兵庫県南部地震では、1981年のいわゆる新耐震基準以前の建物か以後の建物かを問わず、1階が駐車場とされた共同住宅などのピロティ式建築物において、ピロティの柱が破壊され1階が層崩壊した被害が多く見られた。